# Red de Mujeres Afganas
La Red de Mujeres Afganas es una organización no gubernamental creada en 1996 en Afganistán por mujeres afganas. Trabaja en pos de "empoderar a las mujeres" y asegurar su participación equitativa en la sociedad afgana".

## Organización
Después de la Cuarta Conferencia Mundial de las Naciones Unidas sobre la Mujer en Beijing, China, en septiembre de 1995 donde participó un grupo de mujeres de diversas organizaciones y agencias de las Naciones Unidas, se desarrolló la idea para formar una red para la cooperación e integración de las mujeres afganas. Con inspiración de movimiento de mujeres en diferentes partes del mundo, finalmente, en 1995 las participantes (mujeres) de la conferencia decidieron establecer la Red de Mujeres Afganas,

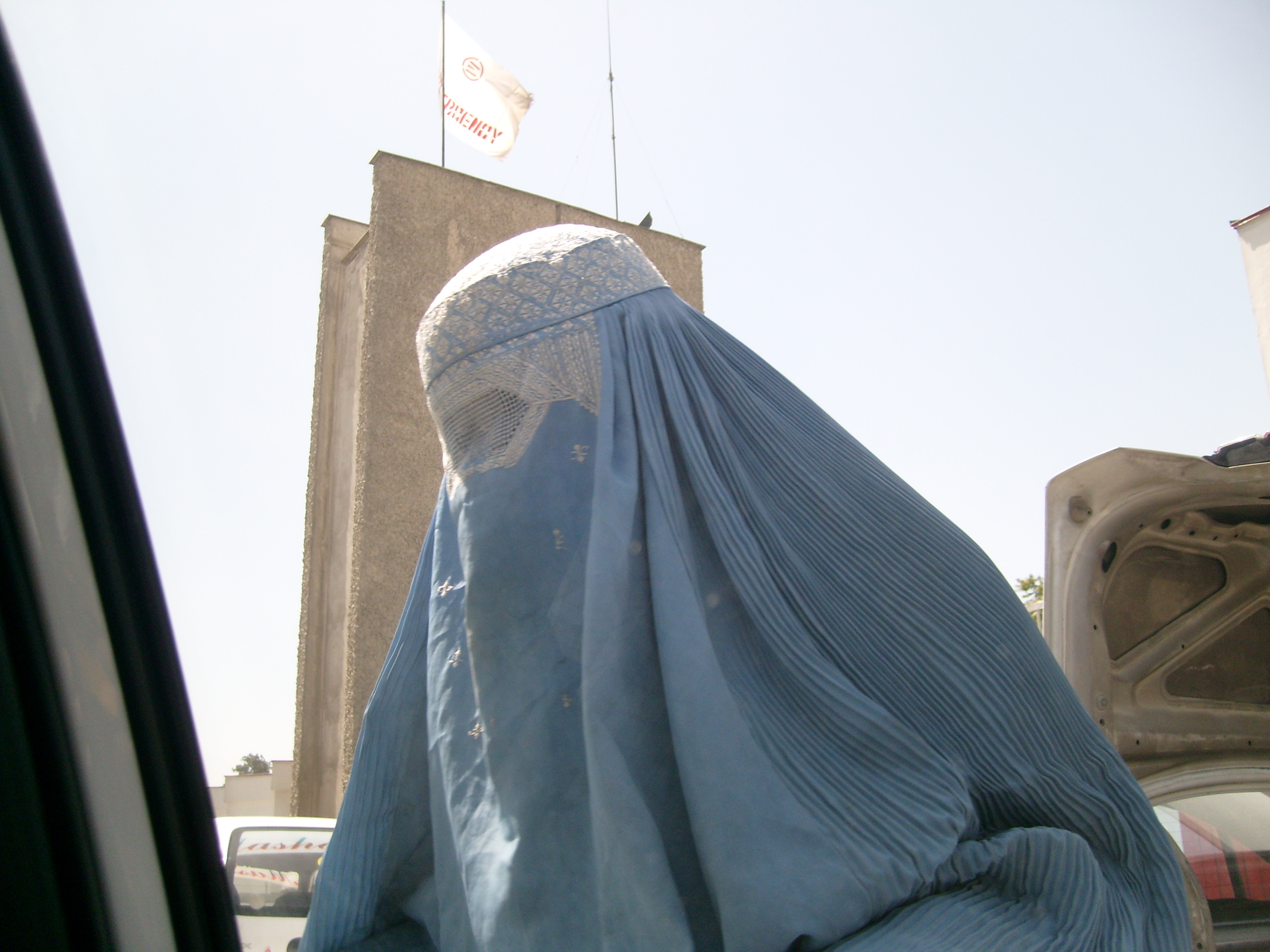
Mujer con Burka en Kabul

La Red de Mujeres Afganas actúa como una base de apoyo a otras ONG orientadas a los derechos de las mujeres en Afganistán y Pakistán. La Red recibe fondos de agencias donantes como Embajada de Francia, ActionAid, ACNUR y la Fundación Roland Berger. Cuenta con más de 3.500 miembros individuales (exclusivamente mujeres) y 125 ONGs que trabajan exclusivamente en tema de mujeres como membresías.
La Red de Mujeres Afganas tiene una presencia activa y considerable en las provincias de Kabul, Herat, Balkh, Kandahar, Bamiyán, Paktia, Nangarhar y Kunduz, y también está activa a través de sus miembros en otras provincias de Afganistán. La Red de Mujeres Afganas funciona como el paraguas de sus organizaciones miembros. Además de proyectos relacionados con temas (violencia de género, fortalecimiento de jóvenes y educación para niñas) se implementan con la coordinación de su miembro.
La Red de Mujeres Afganas tiene más de 3.500 miembros individuales y 125 organizaciones de mujeres entre sus miembros, y mantiene la visión de un Afganistán en el que mujeres y hombres vivan en una sociedad libre de justicia y sin discriminación. Los ejes de enfoque de la Red de Mujeres Afganas son:
- Mujeres, paz y seguridad.
- Participación política y liderazgo de las mujeres.
- Protección social y jurídica de las mujeres.

## Trabajos
En 2013, la Red de Mujeres Afganas desempeñó un papel activo en la curación de la exposición "Mujeres entre la paz y la guerra: Afganistán" de Leslie Thomas de ArtWORKS Proyectos para los derechos humanos.
En marzo de 2014, la Red de Mujeres Afganas lanzó la "Visión de las mujeres afganas 2024", el periódico oficial de la ONG respaldado por la Fundación Heinrich Böll. En 2014, la ONG declaró que 150 asesinatos por honor afectaban a mujeres afganas cada año. Tras la retirada progresiva de las tropas estadounidenses de Afganistán, la Red de Mujeres Afganas  se centró en mantener los beneficios de los derechos de las mujeres obtenidos durante la presencia de las tropas estadounidenses.

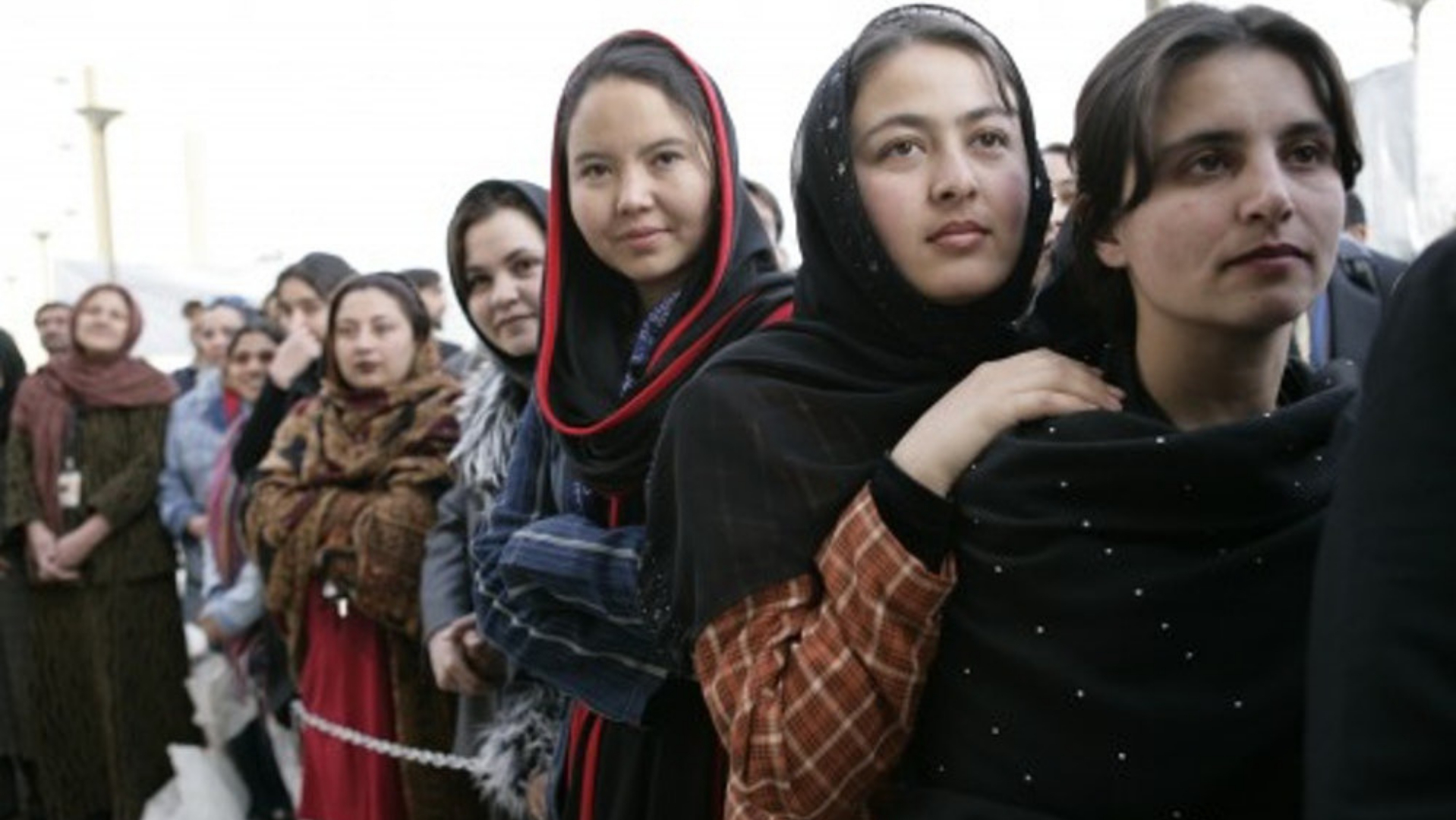
Mujeres afganas

En febrero de 2015, la Red de Mujeres Afganas participó en las marchas pidiendo al presidente Ashraf Ghani que respete su palabra y nombre a cuatro ministras en su gobierno para una representación justa de género.

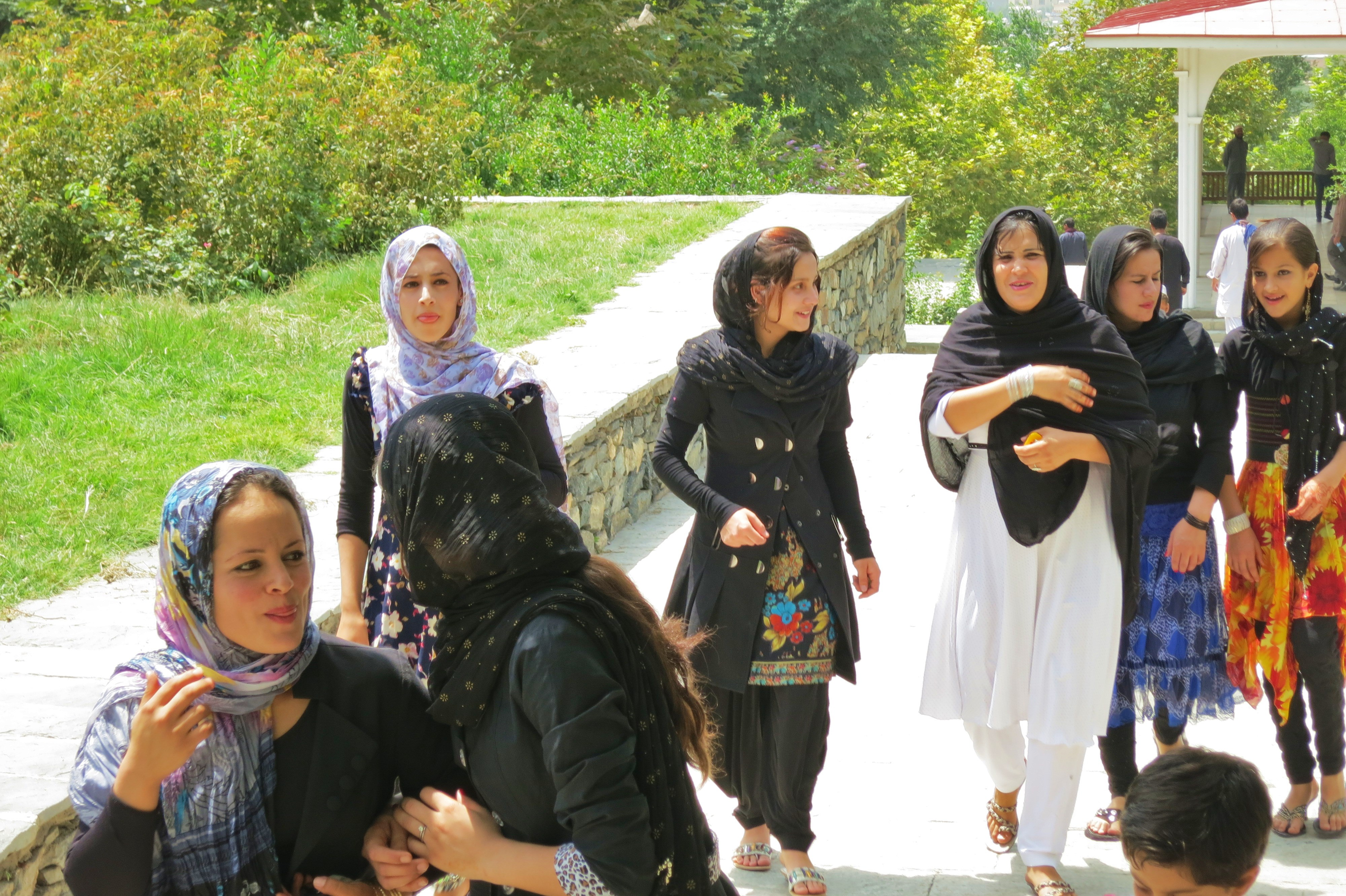
Mujeres afganas en Kabul

En 2016, la ONG habló sobre el resurgimiento de las ejecuciones públicas de mujeres en Afganistán tras el nuevo pico de influencia de los talibánes.

## Autoridades
Junta Directiva
- Febrero de 2016 - febrero de 2018: Shahla Fari, Zarqa Yaftali, Nooria Safi, Samira Hamidi, Roshan Sirran, Mary Akrami, Shafiqa Habibi
- Febrero de 2014 - febrero de 2016: Mary Akrami, Gul Makai Siawash, Maryam Rahmani, Shahla Farid, Arezoo Qanih, Samira Hamidi, Zarqa Yaftali
- Febrero de 2012 - febrero de 2014: Nasima Omari, HasFeina Safi, Mahbooba Sij, Shinkaj Karokhail, Lida Nadery Hedayat, Manizha Wafiq, Ruqia Azizi
- Febrero de 2010 - febrero de 2012: Homa Alizoi, Hazina Safi, Najila Ayoobi, Shahla Farid, Selay Ghafar

Equipo directivo
- Directora Ejecutiva: Hassina Safi
- Administradora / gerente de recursos humanos: Wazhma Popal
- Gerente de Redes: Roshna Mashal
- Abogada / Encargada de apoyo legal: Robina Hamdard